# Néstor García
Néstor Rafael "Che" García (Bahía Blanca, 11 de enero de 1965) es un entrenador argentino de básquetbol que actualmente dirige a la selección de República Dominicana.

## Carrera

### Selección
García fue asistente técnico de la Selección de básquetbol de Argentina en el Preolímpico de Mar del Plata 2011 y entrenador principal en el Torneo Sudamericano de Básquetbol de 2012, donde obtuvo el campeonato. Repite en 2014 y 2016 dirigiendo a la selección venezolana.
Junto con la selección venezolana obtuvo el Campeonato FIBA Américas de 2015, siendo esta la primera consagración de ese combinado en el torneo y así clasificando a los Juegos Olímpicos de 2016.
En julio de 2017, ficha por Montakit Fuenlabrada. Esta decisión conllevó su renuncia a la selección venezolana, ya que la Liga ACB no permite compaginar el cargo de entrenador de un equipo de la Liga con el de seleccionador de cualquier país.
Tras 33 años de carrera profesional al que dirigiría a 30 equipos, en septiembre de 2021, firma como entrenador de la Selección de básquetbol de Argentina. El 30 de agosto de 2022, la Confederación Argentina de Básquet anunció la desvinculación de García de su cargo como entrenador.

## Trayectoria
- Estudiantes de Bahía Blanca -  Argentina: (1990 - 1992)
- Peñarol de Mar del Plata -  Argentina: (1992 - 1997)
- Boca Juniors -  Argentina: (1997 - 1999)
- Cangrejeros de Santurce -  Puerto Rico: (2000)
- Boca Juniors -  Argentina:(2000 - 2001)
- Guaiqueríes de Margarita -  Venezuela: (2001)
- Libertad de Sunchales -  Argentina: (2001)
- Marinos de Anzoátegui -  Venezuela: (2002)
- Libertad de Sunchales -  Argentina: (2003 - 2004)
- Selección de baloncesto de Uruguay -  Uruguay: (2003)
- Al-Ahli jeddah (basketball) -  Arabia Saudita:  (2004)[5]
- Argentino de Junín -  Argentina: (2004 - 2005)[6]
- Trotamundos Carabobo -  Venezuela: (2006)
- Panteras de Miranda -  Venezuela: (2006 - 2007)
- Guaros de Lara -  Venezuela: (2007)
- Marinos de Anzoátegui -  Venezuela: (2008)
- Club Biguá de Villa Biarritz -  Uruguay: (2008 - 2009)
- Gaiteros del Zulia -  Venezuela: (2009)
- Halcones de Xalapa -  México: (2009 - 2010)
- Minas Tênis Clube -  Brasil: (2010 - 2011)
- Marinos de Anzoátegui -  Venezuela: (2011)
- Atenas de Córdoba -  Argentina: (2011 - 2012)
- Boca Juniors -  Argentina: (2012 - 2013)
- Selección de baloncesto de Venezuela -  Venezuela: (2013 - 2017)
- Guaros de Lara -  Venezuela: (2014 - 2016)
- Asociación Atlética Quimsa -  Argentina: (2016 - 2017)
- Montakit Fuenlabrada -  España: (2017 - 2018)[7]
- Montakit Fuenlabrada -  España: (2018)
- Selección de baloncesto de la República Dominicana -  República Dominicana: (2019)
- San Lorenzo -  Argentina: (2020 - 2021)
- Selección de básquetbol de Argentina -  Argentina: (2021 - 2022)
- Selección de baloncesto de la República Dominicana -  República Dominicana: (2022 - 2023)

## Palmarés

### Campeonatos nacionales
- Peñarol de Mar del Plata - ( Argentina) - Liga Nacional de Básquet: 1994.
- Trotamundos Carabobo - ( Venezuela) -  Liga Profesional de Baloncesto de Venezuela: 2006.
- Club Biguá de Villa Biarritz - ( Uruguay) - Liga Uruguaya de Básquetbol: 2008-09.
- Marinos de Anzoátegui - ( Venezuela) -  Liga Profesional de Baloncesto de Venezuela: 2011.
- San Lorenzo - ( Argentina) - Torneo Súper 20 2019

### Campeonatos internacionales
- Club Biguá de Villa Biarritz - ( Uruguay) - Campeonato Sudamericano de Clubes Campeones: 2008.
- Selección de baloncesto de Argentina -( Argentina) - Campeonato Sudamericano de Baloncesto: 2012.
- Selección de baloncesto de Venezuela -( Venezuela) - Campeonato Sudamericano de Baloncesto: 2014.
- Selección de baloncesto de Venezuela -( Venezuela) - Campeonato FIBA Américas: 2015.
- Club Guaros De Lara - ( Venezuela) - Liga de las Américas: 2016.
- Selección de baloncesto de Venezuela -( Venezuela) - Campeonato Sudamericano de Baloncesto: 2016.

### Consideraciones personales
- Juego de las Estrellas de la LNB : 8 veces (última en 2013).